# Machaerium cirrhiferum
Machaerium cirrhiferum é uma espécie vegetal da família Fabaceae.
Pode ser encontrada nos seguintes países: Colômbia, Costa Rica, México e Panamá.